# 中西區海濱長廊

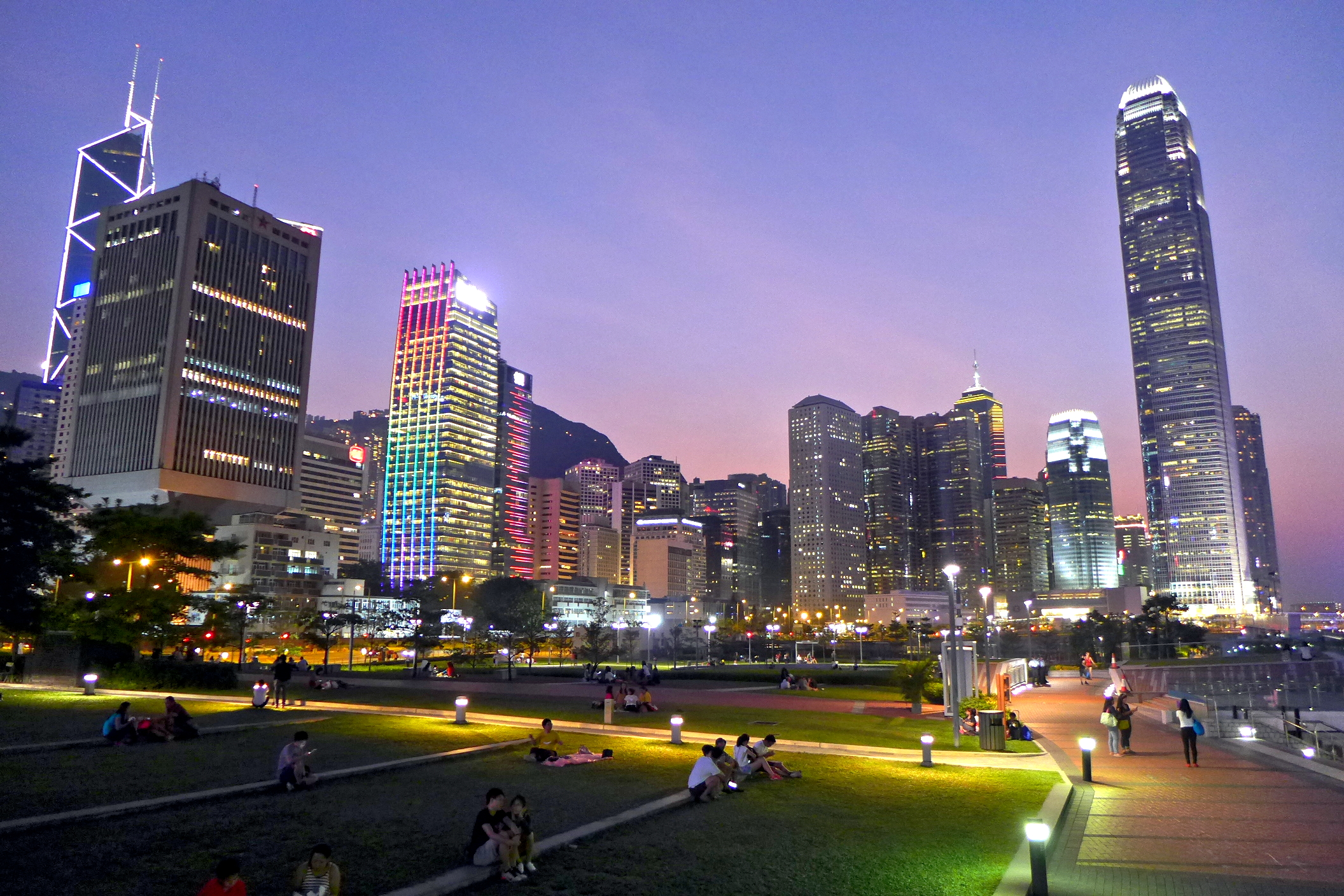
傍晚的中環段（2015年9月）

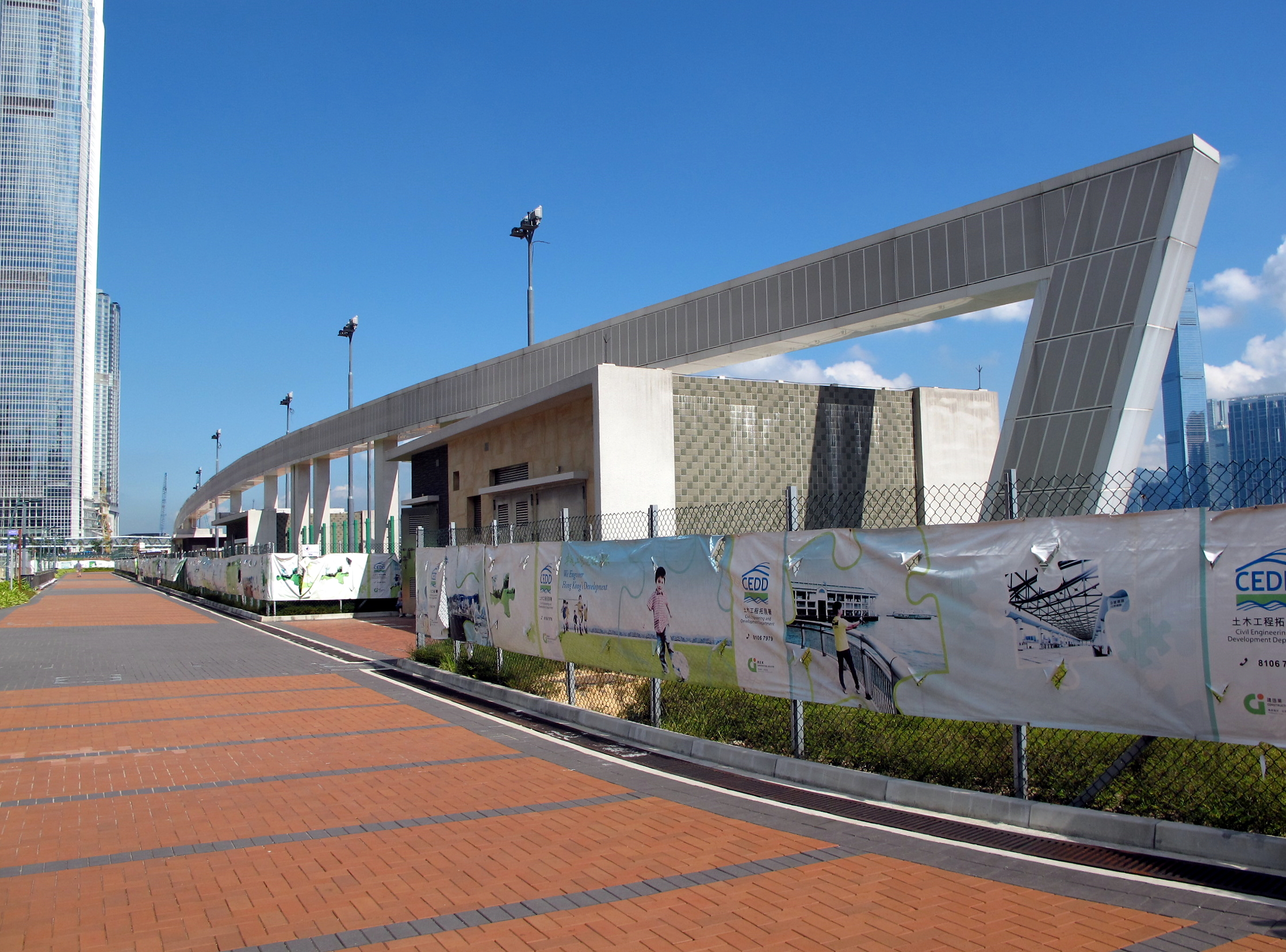
中環段近中區軍用碼頭（2013年8月）

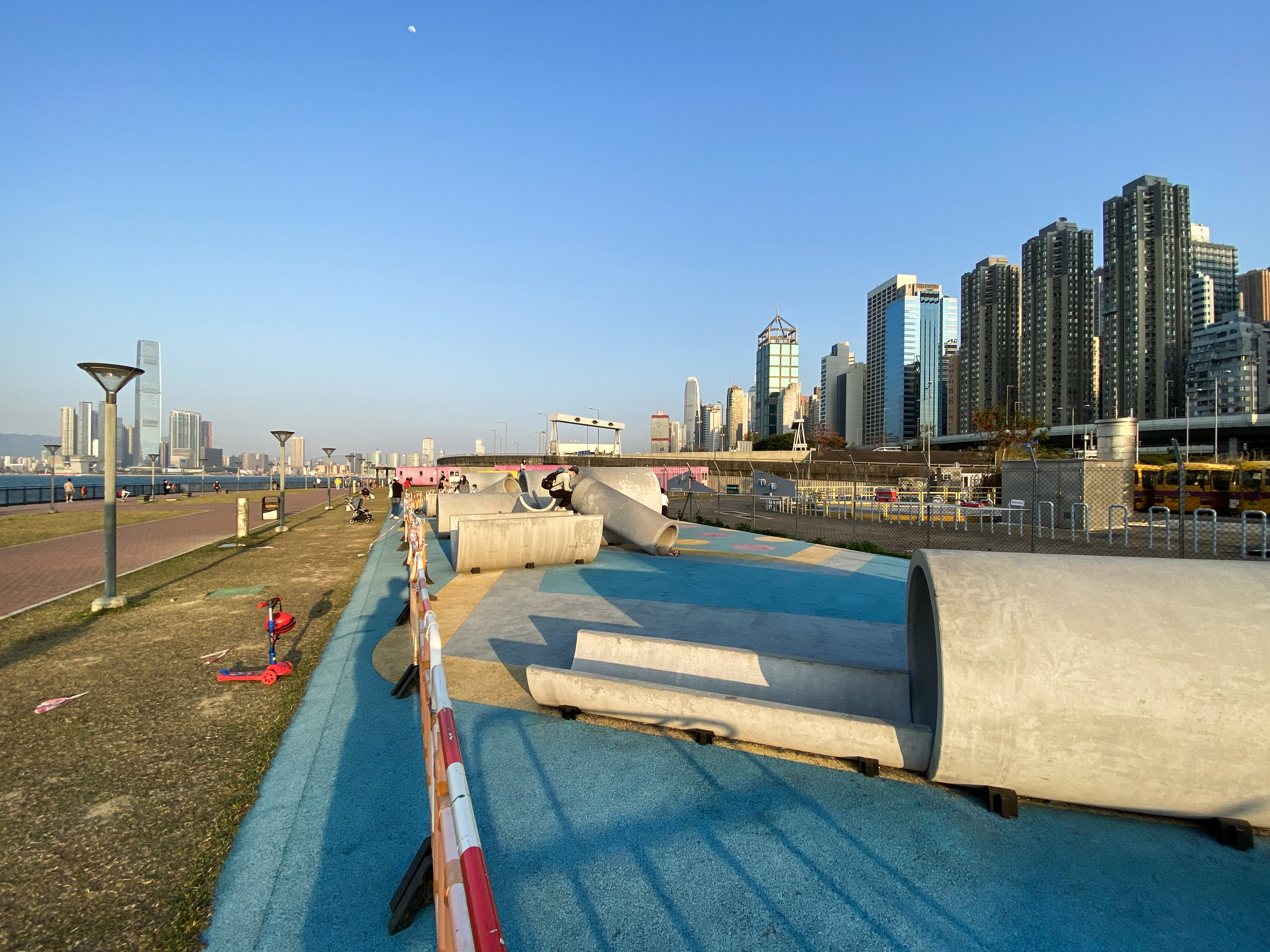
西環豐物道海濱休憩用地在2019年8月末啟用，場內渠管遊樂場設施「捐山窿公園」由香港學生及年輕設計師設計，概念原自1970年代葵涌石籬邨的渠管遊樂設施

中西區海濱長廊（英語：Central and Western District Promenade）是香港三個海濱長廊，現時建成上環段、中環段和西區副食品批發市場段，於2009年至2018年分階段落成。在灣仔臨時海濱花園擴建部份在2019年開放後，連同其他不同名稱的海濱休憩空間（例如豐物道海濱和中環碼頭海濱長廊），石塘咀 （西區副食品批發市場）至灣仔（香港會議展覽中心）的海濱長廊全面貫通，全長約4.5公里，成為維多利亞港兩旁最長的海濱長廊。

## 上環段
上環段位於中港道中環（港澳碼頭）巴士總站旁，海濱長廊附設寵物角、卵石路步行徑和太極角等設施。上環段所在地原為巴士總站旁的空地，曾經為停車場。2003年SARS事件打擊香港經濟，香港政府曾經在該地重辦上環大笪地，由香港遊樂場協會管理。惟由於與一般跳蚤市場無異，加上有關部門禁止攤位經營熟食，因而失去了傳統大笪地的風味，欠缺吸引力，故此不夠一年的時間就慘淡收場。
後來渠務署於2006年起於該建興建上環雨水抽水站，在規劃和設計上抽水站工程時，加入了大量的園境美化工程，工程於2009年11月逐步完成，休憩用地交由康樂及文化事務署管理，後者將該處命名為中西區海濱長廊－上環段。

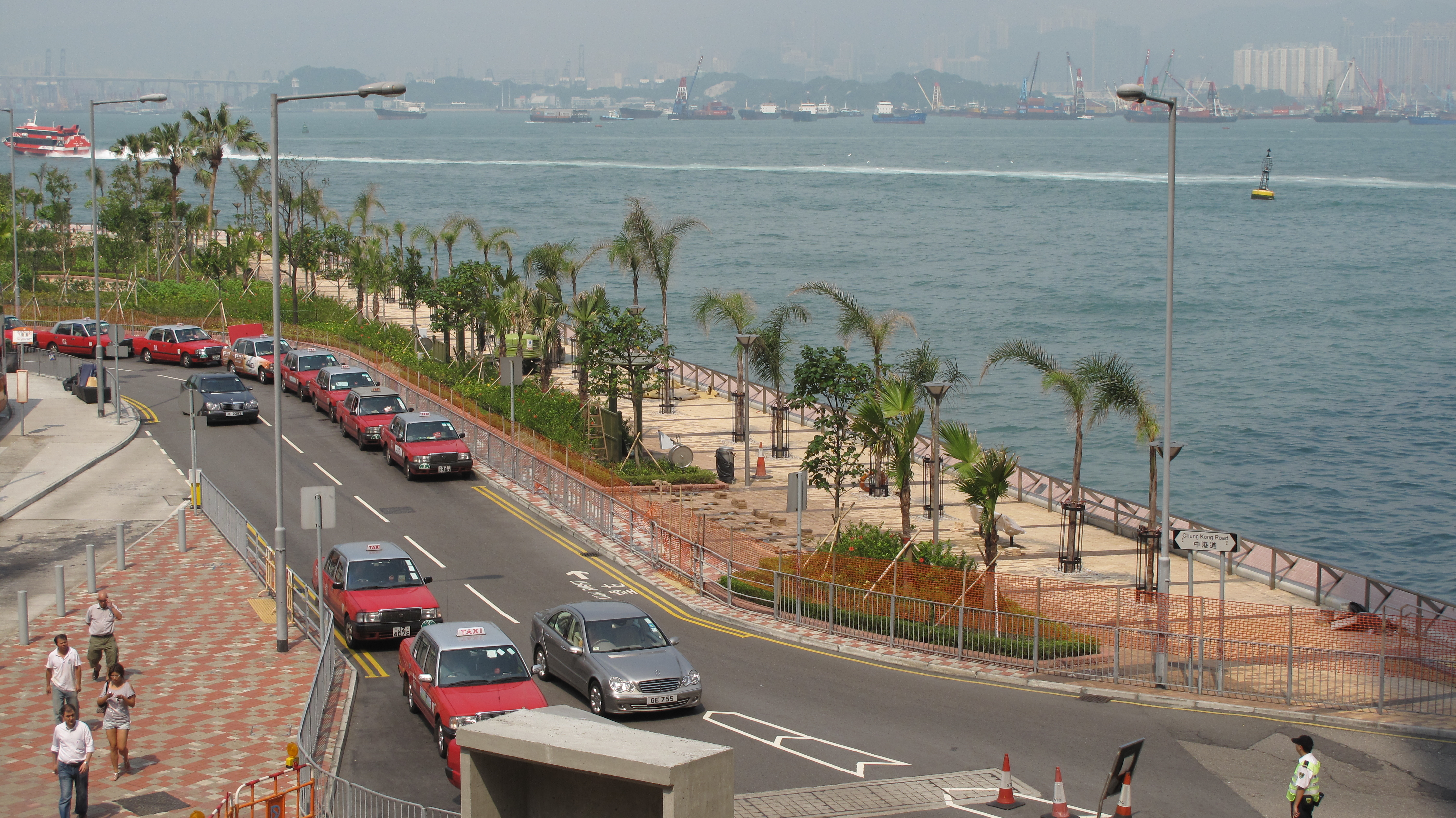
中港道和興建中的上環段（2009年10月）

## 中環段
中環段位於中環填海計劃第三期所創造的新海旁，東至添美道，西至中環八號碼頭。中環段南面連接添馬公園，西面連接中環碼頭海濱長廊，工程於2013年完成，寵物公園亦於2014年年初竣工。康樂文化事務署於2014年5月20日至8月19日進行「藝綻公園2014」公共創意藝術計劃，展示13組由本地大專院校設計學系學生創作的互動裝置和公園家具。

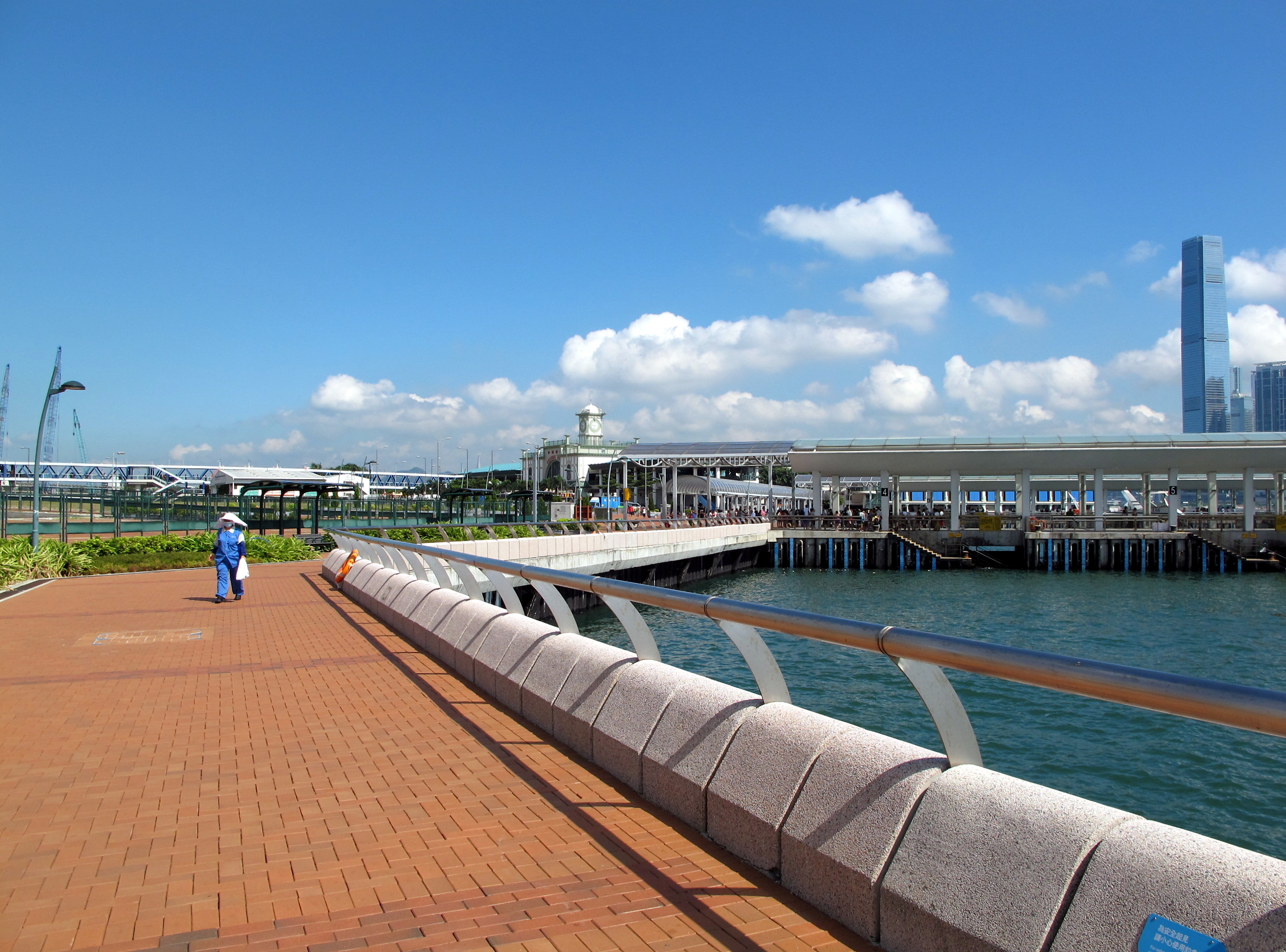
海濱長廊（2013年8月）
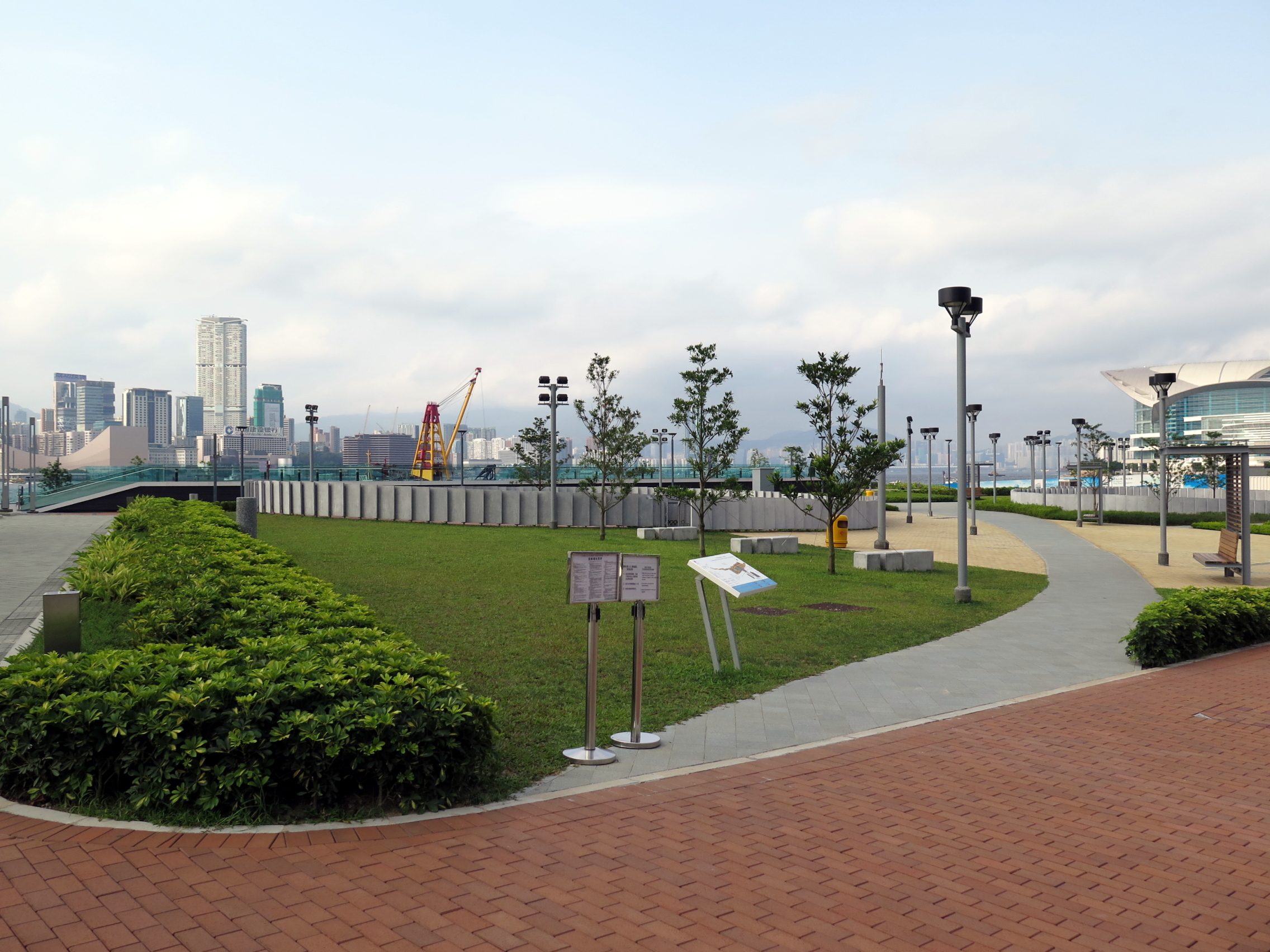
寵物公園（2014年）
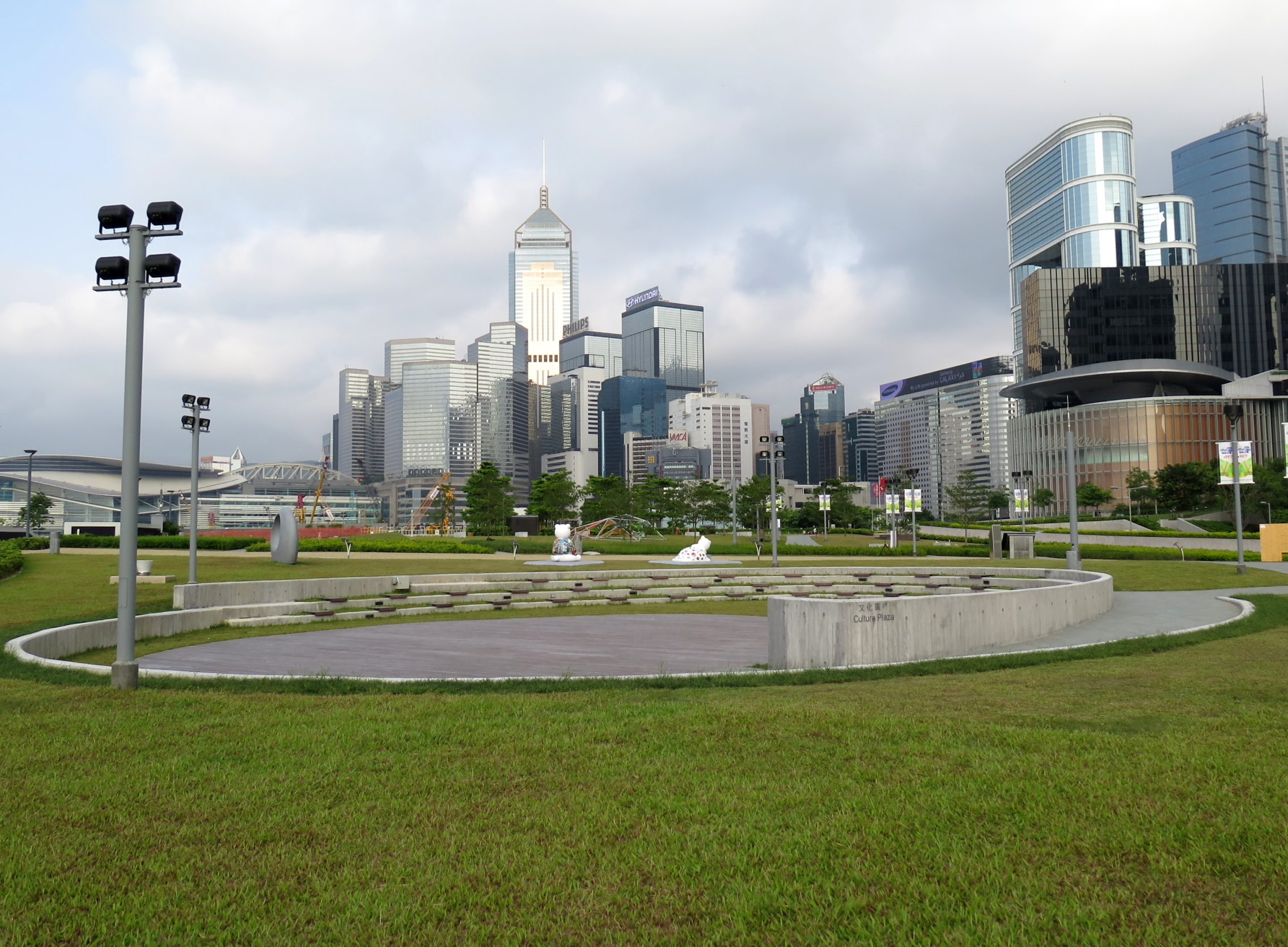
文化廣場（2014年）
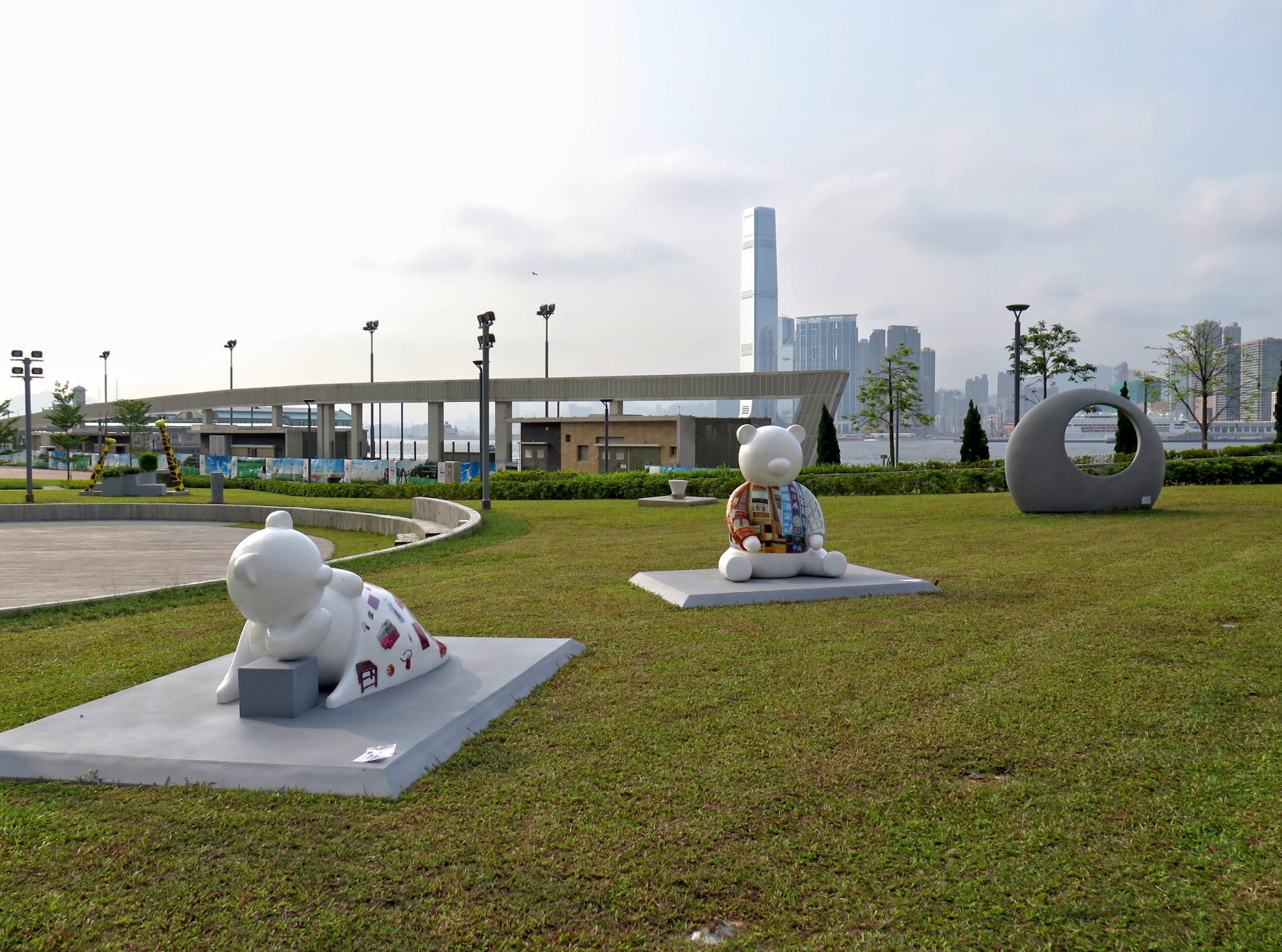
「藝綻公園2014」公共創意藝術計劃，背後為中區軍用碼頭（2014年）

## 西區副食品批發市場段
西區副食品批發市場段位於位於香港島西環豐物道8號，西區副食品批發市場旁，連接西區公眾貨物裝卸區和豐物道海濱。此段臨海用地長約400米，為4個閒置碼頭活化而成的公眾休憩用地，但不開放給寵物內進。海濱長廊尾段有咖啡店。
工程於2018年4月28日落成開放，並由特首林鄭月娥主持開幕儀式。

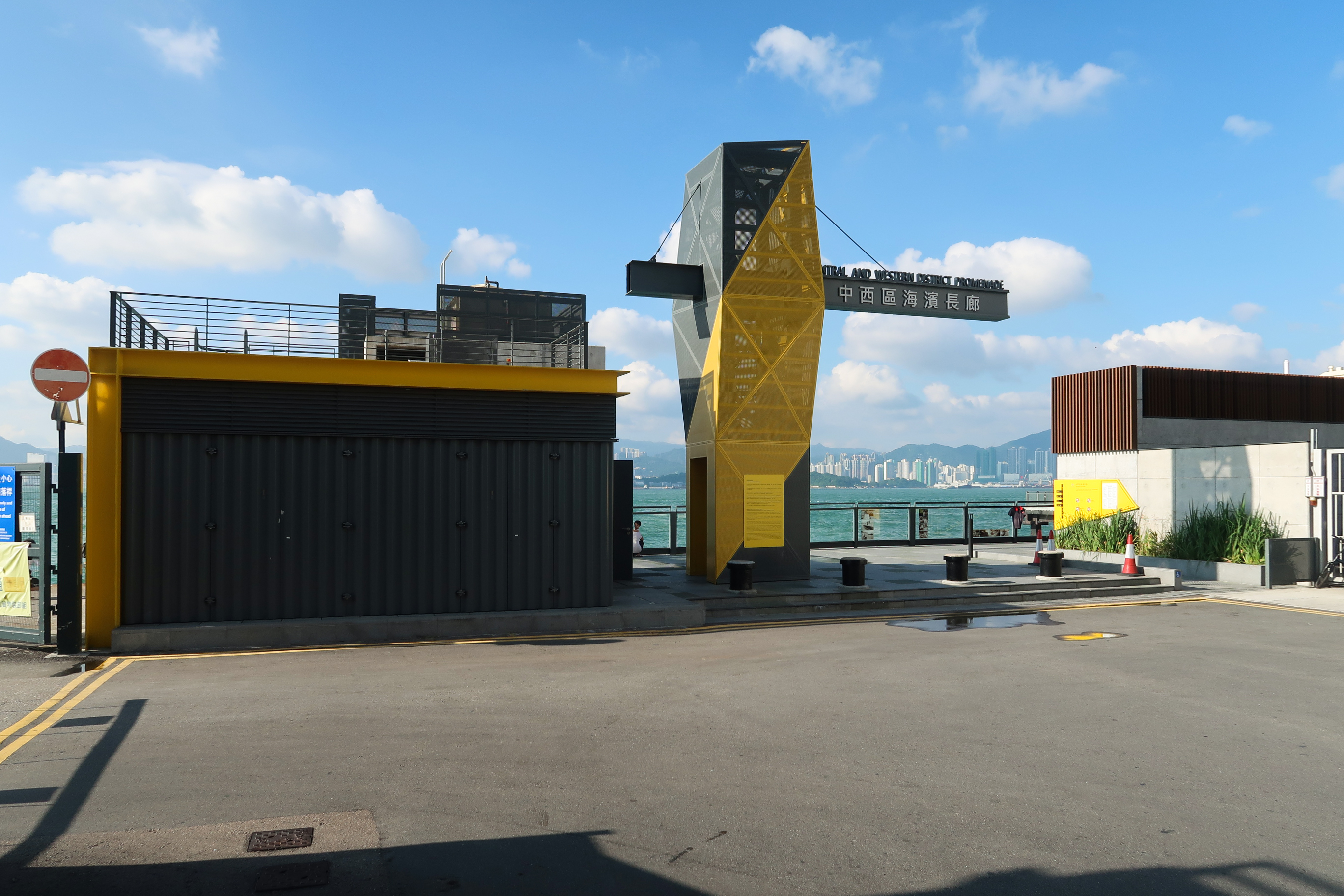
入口
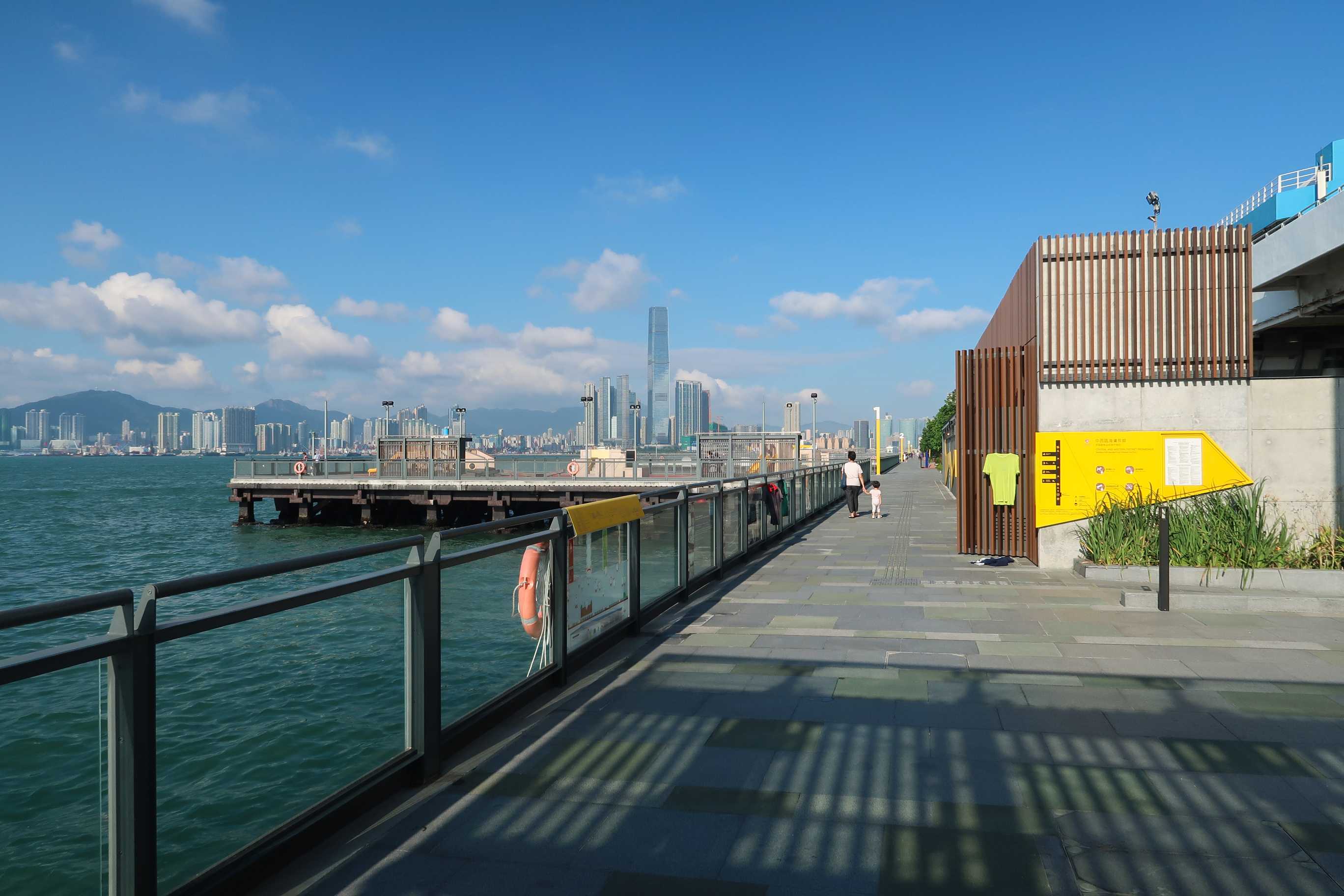
概貌
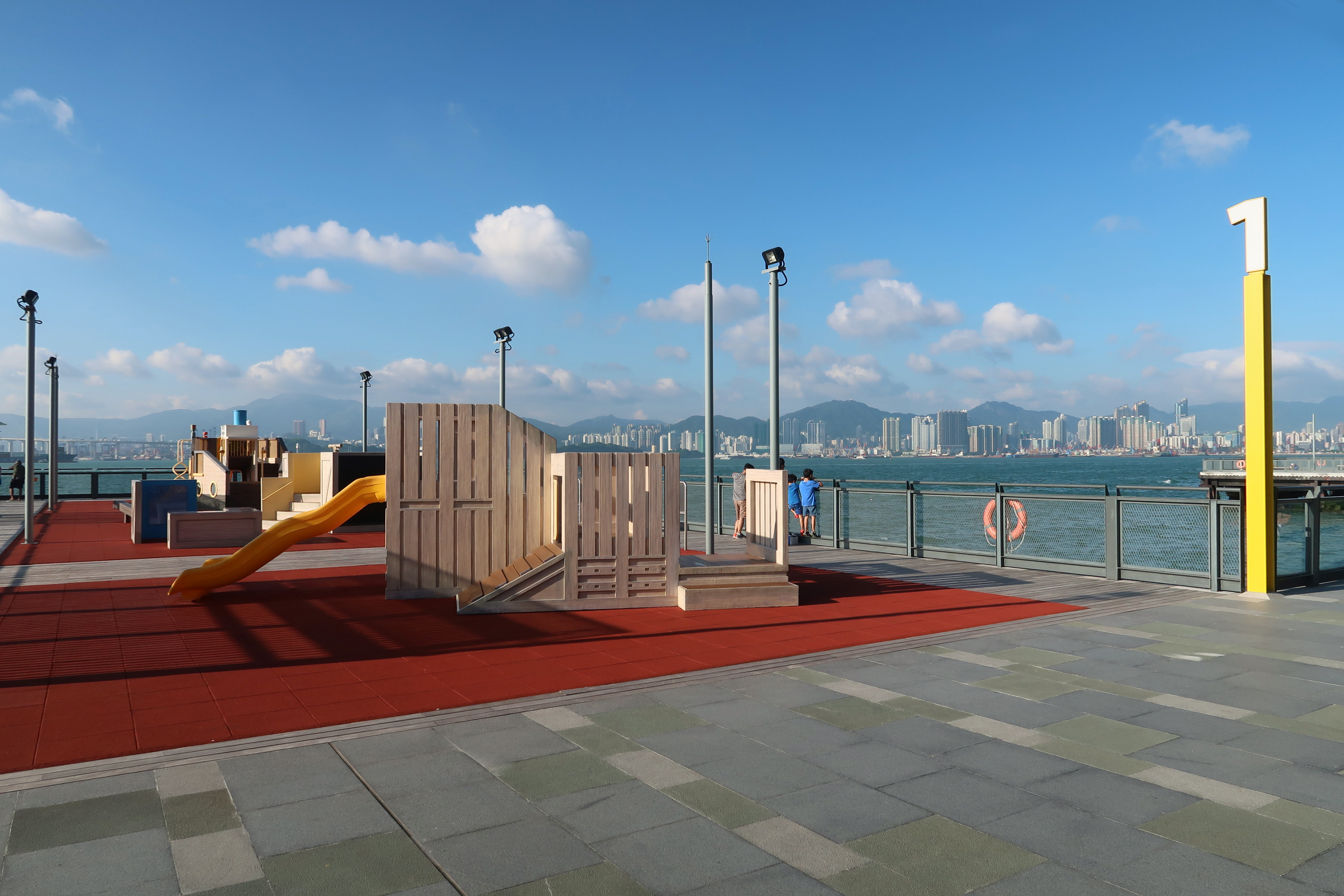
一號碼頭設以貨物裝卸為主題的兒童遊樂設施
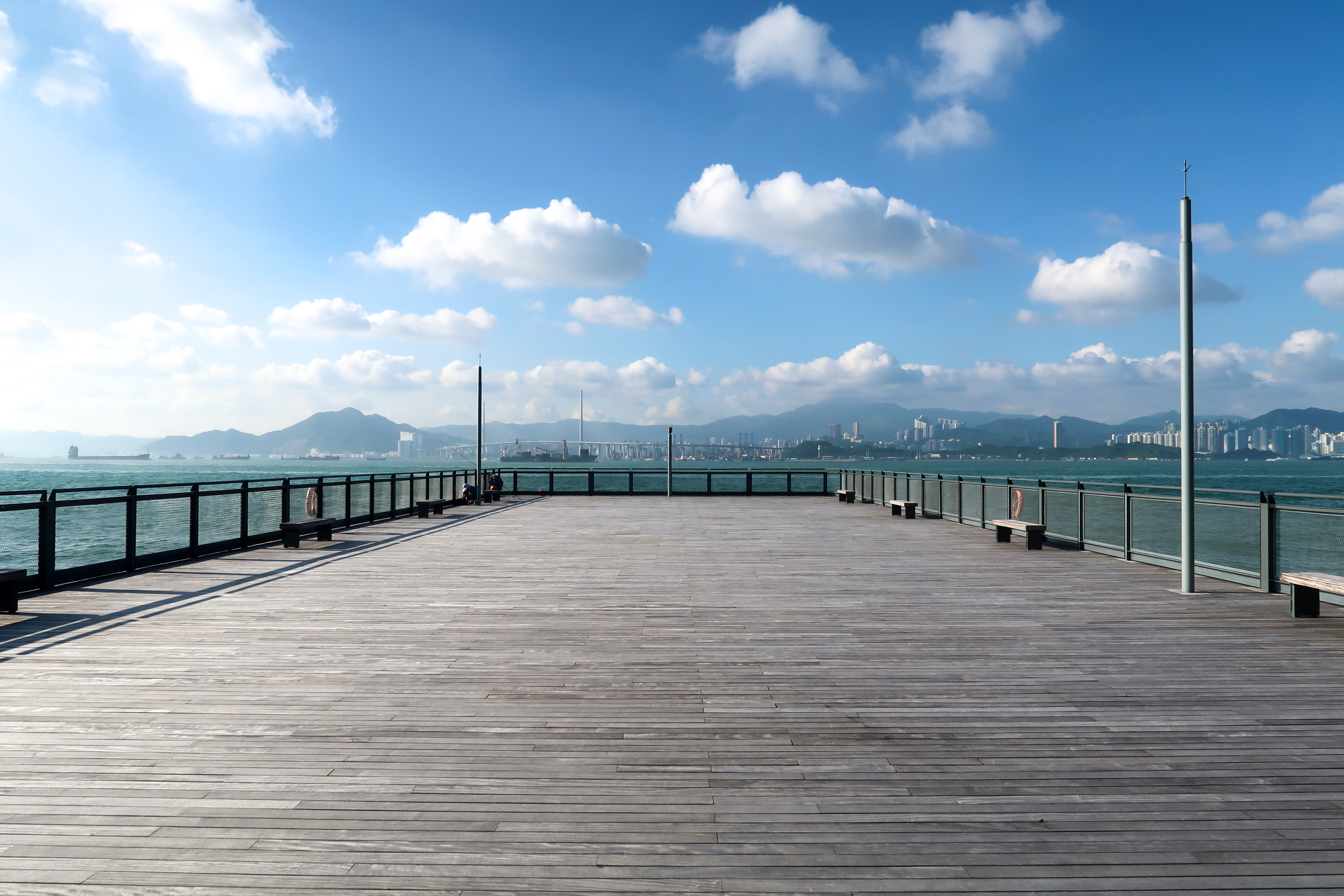
二號碼頭為垂釣區域
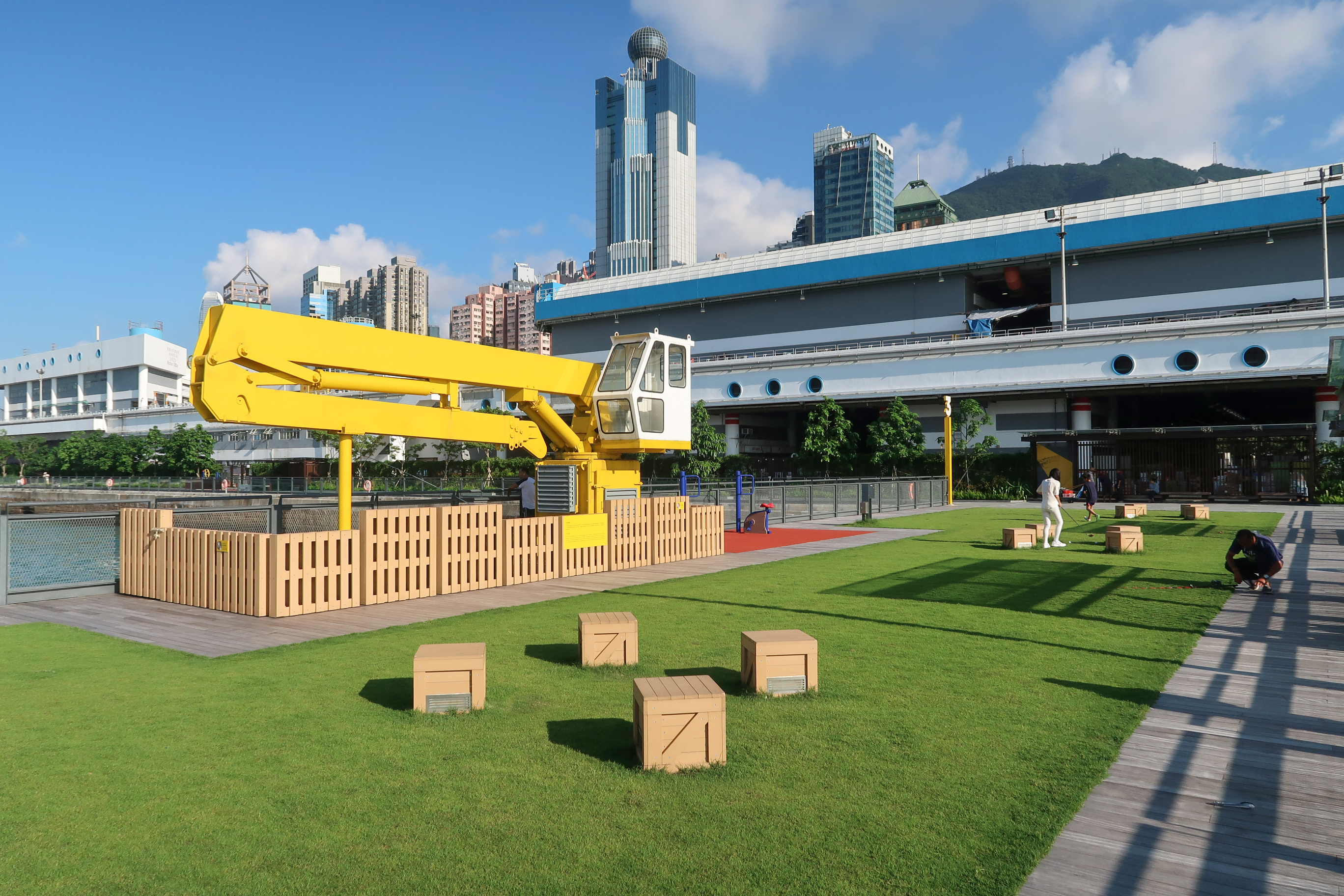
三號碼頭則鋪上草地，放置了一部吊重機
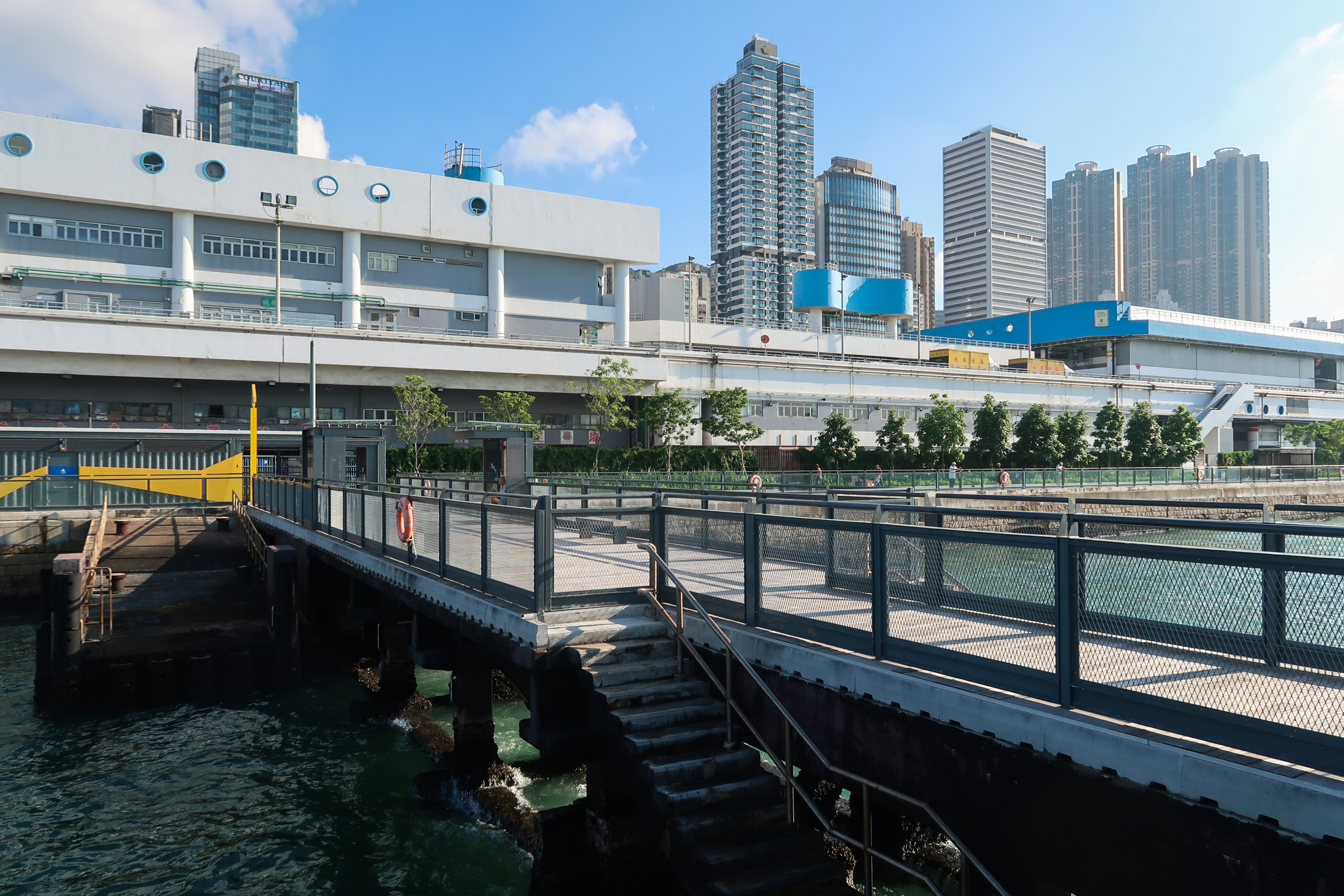
四號碼頭為碼頭臨海設施

## 豐物道海濱休憩用地

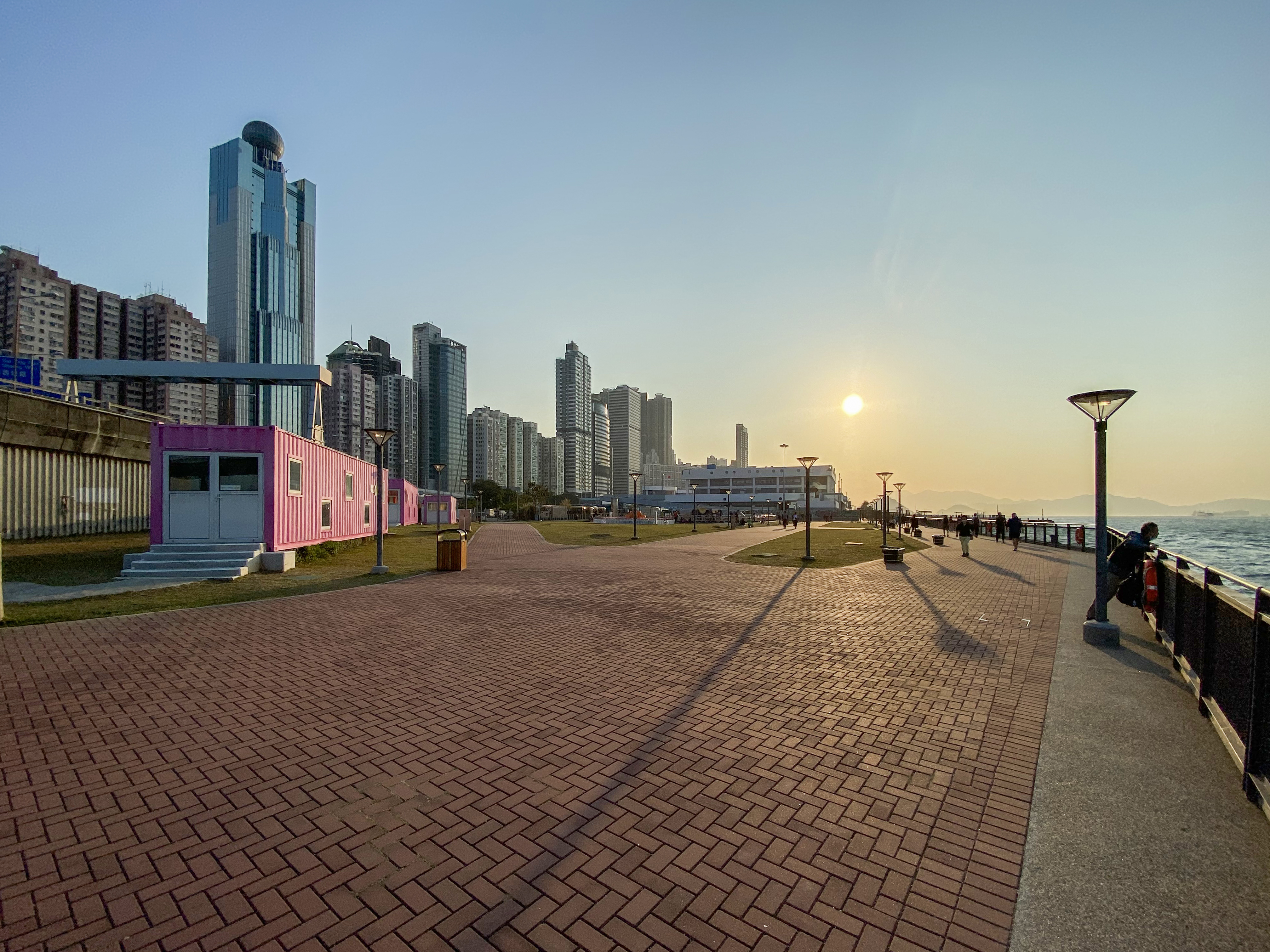
黃昏下的豐物道海濱休憩用地

豐物道海濱休憩用地在2019年8月25日啟用，全長約1,350米，分別連接西區副食品批發市場段和中山紀念公園。場內渠管遊樂場設施「捐山窿公園」由香港學生及年輕設計師設計，概念原自1970年代葵涌石籬邨的渠管遊樂設施。而旁邊設4間貨櫃屋，用作藝術展覽，繪本玩樂館和親子工作坊之用。

## 相關參見
- 灣仔海濱長廊
- 港島北海濱長廊

## 外部連結
- 西區海濱長廊規劃比賽